# شپانگدالم
شپانگدالم (به آلمانی: Spangdahlem) یک شهر در آلمان است که در بیتبورگ-پروم واقع شده‌است. شپانگدالم ۸۰۰ نفر جمعیت دارد.